# ポーランド清算委員会
ポーランド清算委員会（ポーランドせいさんいいんかい、波: Polska Komisja Likwidacyjna）は、第一次世界大戦の末期、1918年10月28日に設立したガリツィアにおける臨時のポーランド政府だった。ポーランド語による正式名称は、 Polska Komisja Likwidacyjna Galicji i Śląska Cieszyńskiego である。委員会の所在地はクラクフで、ヴィンツェンティ・ヴィトスとイグナツィ・ダシンスキにより率いられていた。委員会の主な目的は、独立したポーランドが再建されるまで、ポーランド分割のときにオーストリア帝国領となっていた領域の秩序を維持することだった。